# 小赤林氏宗祠
小赤林氏宗祠，是位於台灣澎湖縣白沙鄉小赤村的祠堂，於2014年8月27日登錄澎湖縣歷史建築。

## 歷史

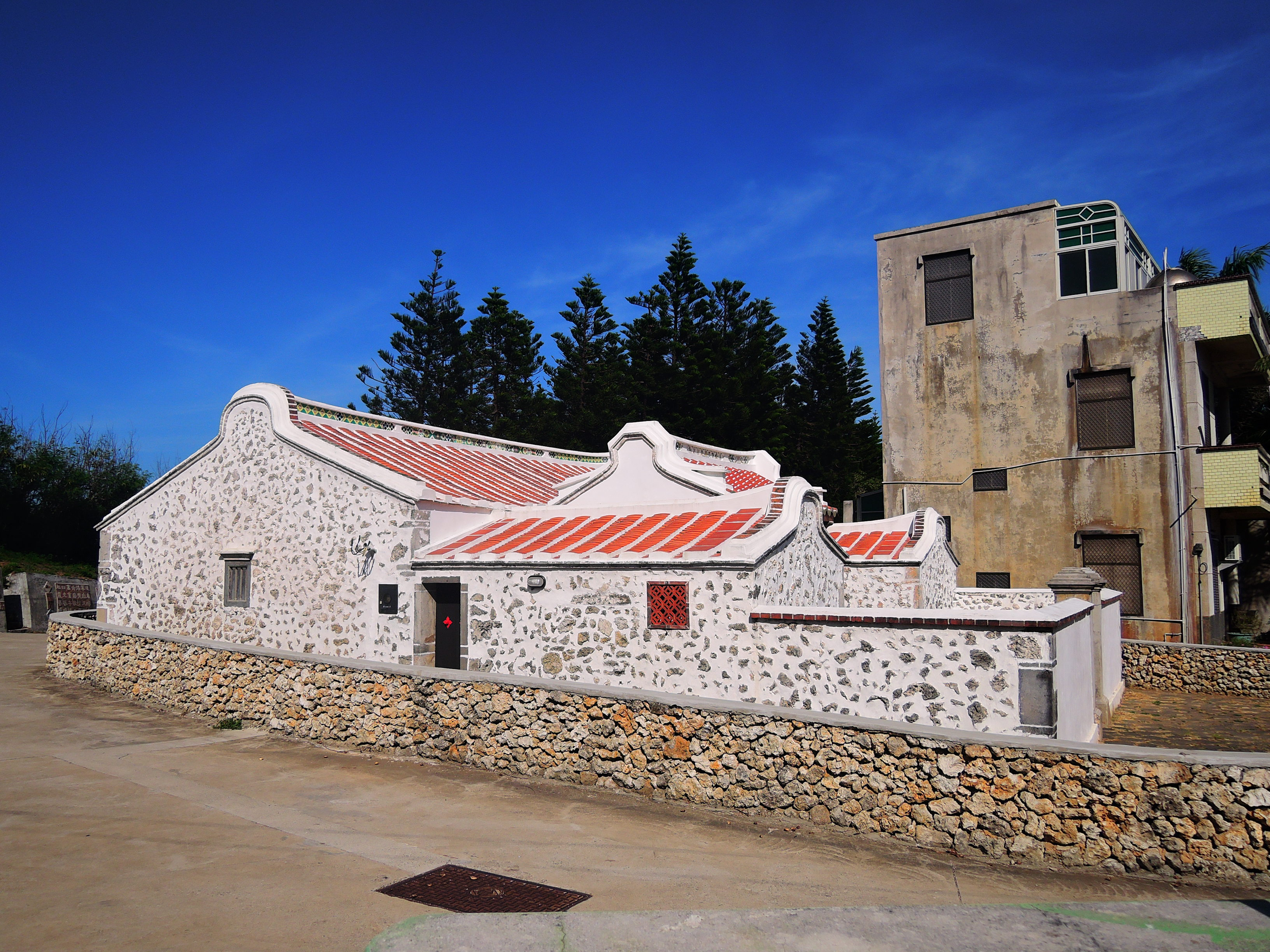
小赤林氏宗祠側面

臺灣白沙鄉小赤村，有一原籍為漳州海澄開基祖之林厚，約17世紀中葉遷居澎湖，後來後代則遷居台灣番仔挖（今彰化縣芳苑鄉）至其他各地，並成為小赤崁具代表性家族，其後裔多從事文教工作，對澎湖地方文化教育傳承貢獻良多。其中林氏宗祠於昭和七年（1932年）建造，家譜為「九牧衍派」，然而完工後數十年曾度因建築過度老舊而停止使用，後則荒廢。
2014年，林氏宗祠由澎湖縣政府文化局登錄為澎湖縣歷史建築，隨即在同年因歷史建築（傳統古厝）修復獎助計畫而進行整修工程，並在2015年時進行上樑儀式和合脊落成儀式，當前建築物已修復完成，平時則作為林氏家族祭祀使用。

## 建築設計
小赤林氏宗祠為傳統格局宗祠，以裙堵、窗堵、以磁磚彩繪裝飾及壽字窗框為建築物特色，其中前院圍墻成整體，頗能反映當時流行的建築風格，整體結構則以硓𥑮石為內外牆基構，為白沙地區傳統民宅建築特色。另外圍墻門柱造型特殊，另外廳堂壁面則保留有二戰末期駐軍床構鑿痕。